# Castillo de Łańcut
El castillo de Łańcut es un complejo de edificios históricos ubicado en Łańcut , Polonia. Históricamente la residencia de las familias Pilecki, Lubomirski y Potocki , el complejo incluye varios edificios y está rodeado por un parque.
El castillo es uno de los monumentos históricos nacionales oficiales de Polonia ( Pomnik historii ), designado el 1 de septiembre de 2005, y supervisado por la Junta del Patrimonio Nacional de Polonia .

## Historia
El castillo fue construido originalmente en la segunda mitad del siglo XVI, pero más tarde sus propietarios lo modernizaron en un palacio-residencia. En otros tiempos fue el hogar de dos grandes familias polacas: primero, hasta 1816, de la familia Lubomirski; y más tarde, hasta 1944, del clan Potocki.

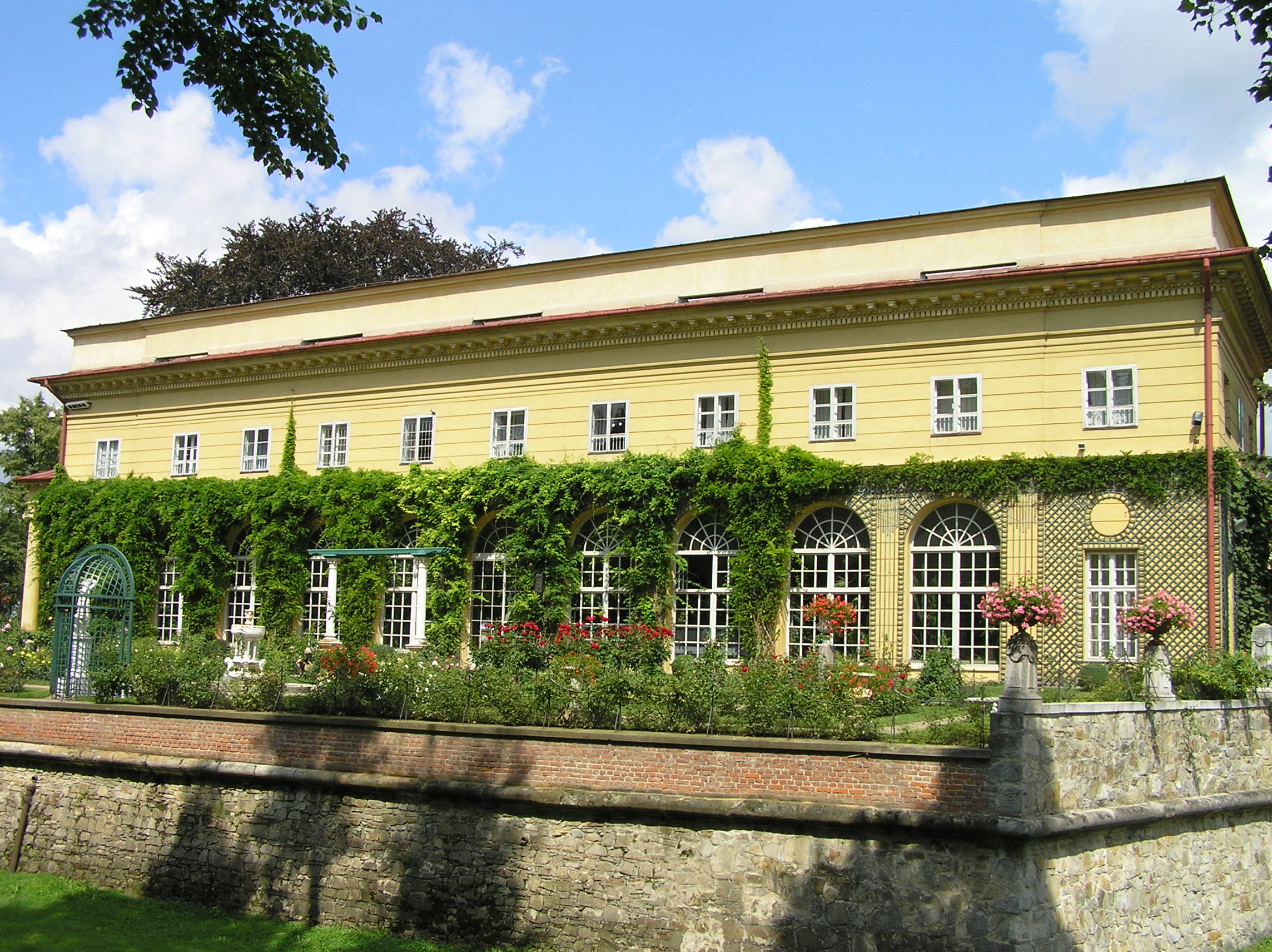
El invernadero y las fortificaciones

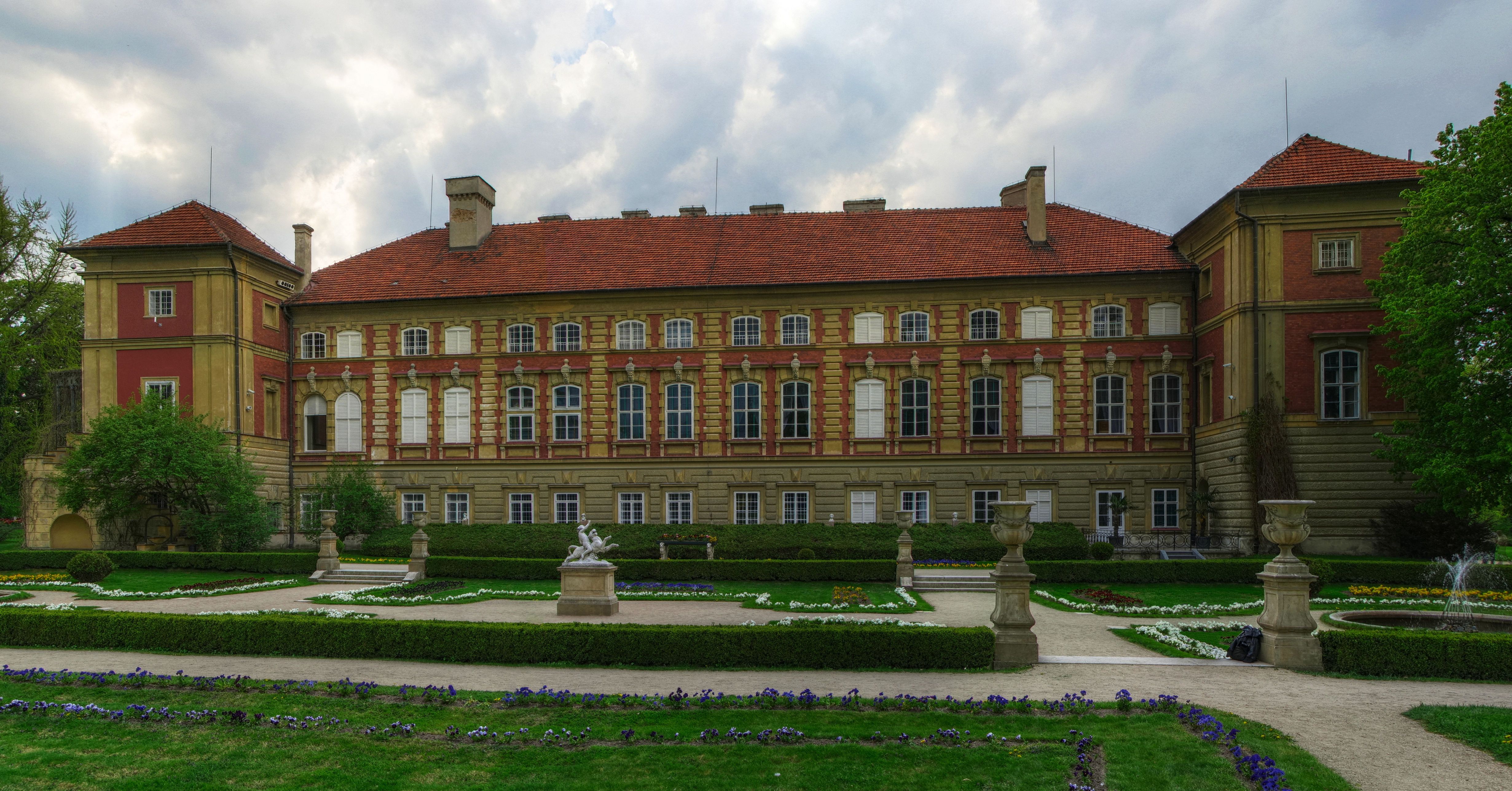
Jardín Italiano

La historia de Łańcut es mucho más antigua que el castillo erigido en 1642. Se remonta a la época del rey Casimiro III el Grande , que fundó aquí una ciudad de acuerdo con los Derechos de Magdeburgo en el siglo XIV. En ese momento, Łańcut era propiedad de la familia Pilecki, que tenía conexiones con la dinastía real Jagiellonian . El cabeza de familia, Otton Pilecki, era un amigo cercano del rey y su esposa, Jadwiga, se convirtió en la madrina del futuro sucesor, Władysław II Jagiełło (1352-1434). Más tarde, los vínculos se fortalecieron con el matrimonio de su hija Elżbieta con el rey. Se cree que Władysław II Jagiełło visitó Łańcut dos veces. Entre la Primera Guerra Mundial yEn la Segunda Guerra Mundial , los habitantes de la localidad todavía señalaron un tilo que crecía en una colina, un antiguo sitio de la mansión fortificada de madera de Pilecki, donde se creía que el rey se había relajado con su tercera esposa Elżbieta. Después de la desaparición del clan Pilecki, Łańcut pasó a ser propiedad de la familia Stadnicki. El más famoso de ellos fue Stanisław, el gobernador de Sigulda . Stadnicki amplió y modernizó el castillo en 1610 durante el reinado de Segismundo III .
En 1629, Łańcut pasó a ser propiedad de Stanisław Lubomirski , gobernador de Rutenia y conde de Wiśnicz , quien en 1647 se convirtió en príncipe del Sacro Imperio Romano Germánico . Fue Lubomirski quien erigió, según el diseño de Maciej Trapola, el castillo cuadrilátero con torres de esquina rodeadas de fortificaciones. Otros rastros de la reestructuración de Lubomirski incluyen partes de la fortificación del castillo, presumiblemente obra de Krzysztof Mieroszewski (1600-1679).
Durante la invasión sueca de Polonia , en 1656, el castillo fue visitado por el rey Juan II Casimiro (1609-1672). En 1657, fue sitiada sin éxito por el aliado sueco, George II Rákóczi . A finales del siglo XVII, tras el incendio de 1688, el castillo fue restaurado por Tylman van Gameren , un arquitecto e ingeniero polaco de origen holandés que, a la edad de 28 años, se instaló en Polonia y trabajó para magnates adinerados. Tylman dejó un legado de edificios que se consideran joyas de la arquitectura barroca polaca . En Łańcut transformó el antiguo castillo en un palacio, añadiendo simultáneamente cúpulas bulbosas a las torres laterales, que son el aspecto más característico de la arquitectura del castillo.
El palacio barroco de la fortezza de Łańcut experimentó sus primeras modificaciones radicales a finales del siglo XVIII y principios del XIX. Sus propietarios en ese momento eran el duque Stanisław Lubomirski (1722-1782) y su esposa Izabela de soltera Czartoryska. Las transformaciones iniciales fueron realizadas por los Lubomirskis juntos y después de la muerte de su marido en 1783, la duquesa continuó el trabajo por sí misma. También comenzó a ampliar el complejo y, siendo una gran admiradora de la arquitectura barroca, siguió transformando el castillo en un palacio.

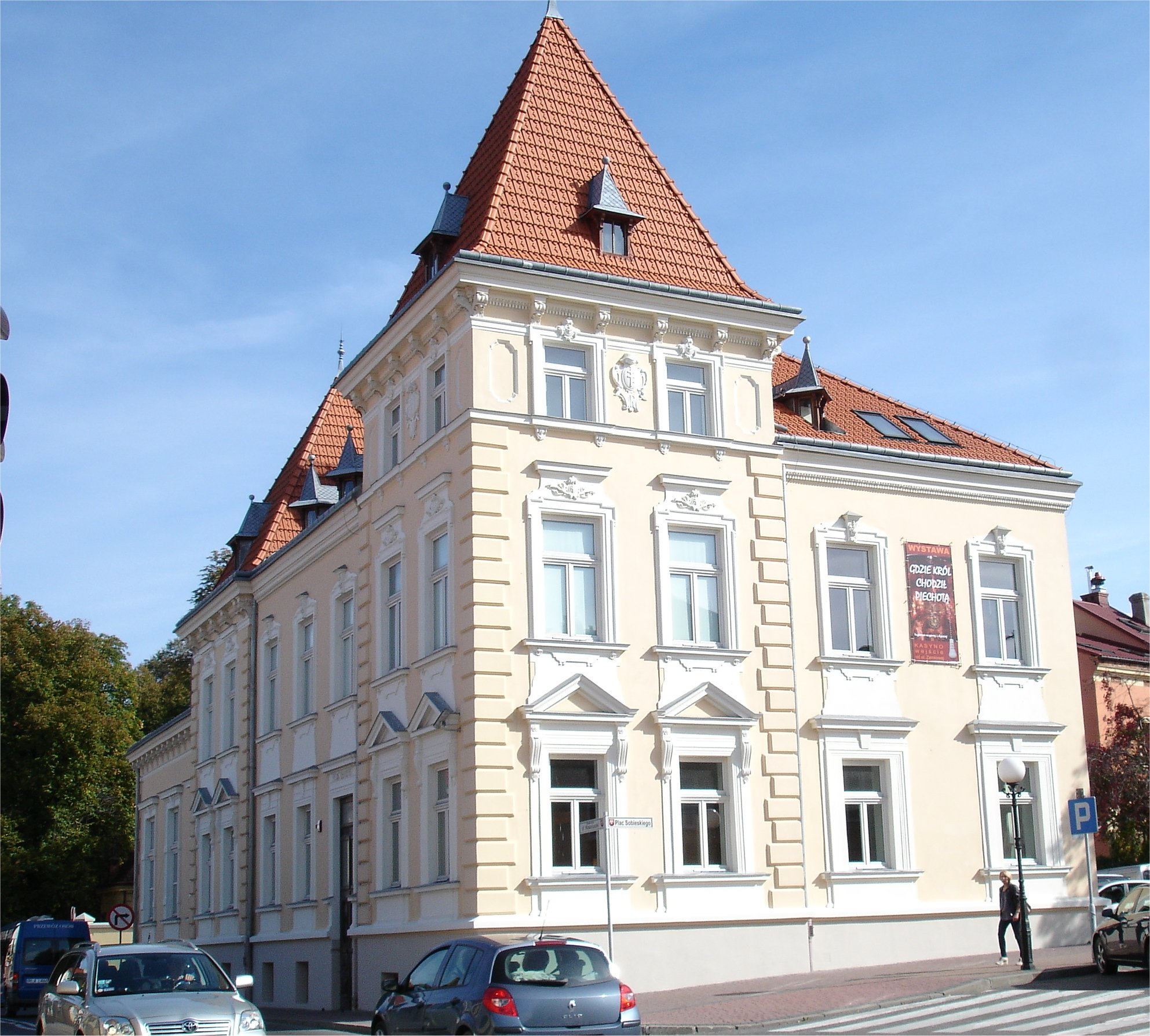
Casino histórico que una vez fue parte de la finca

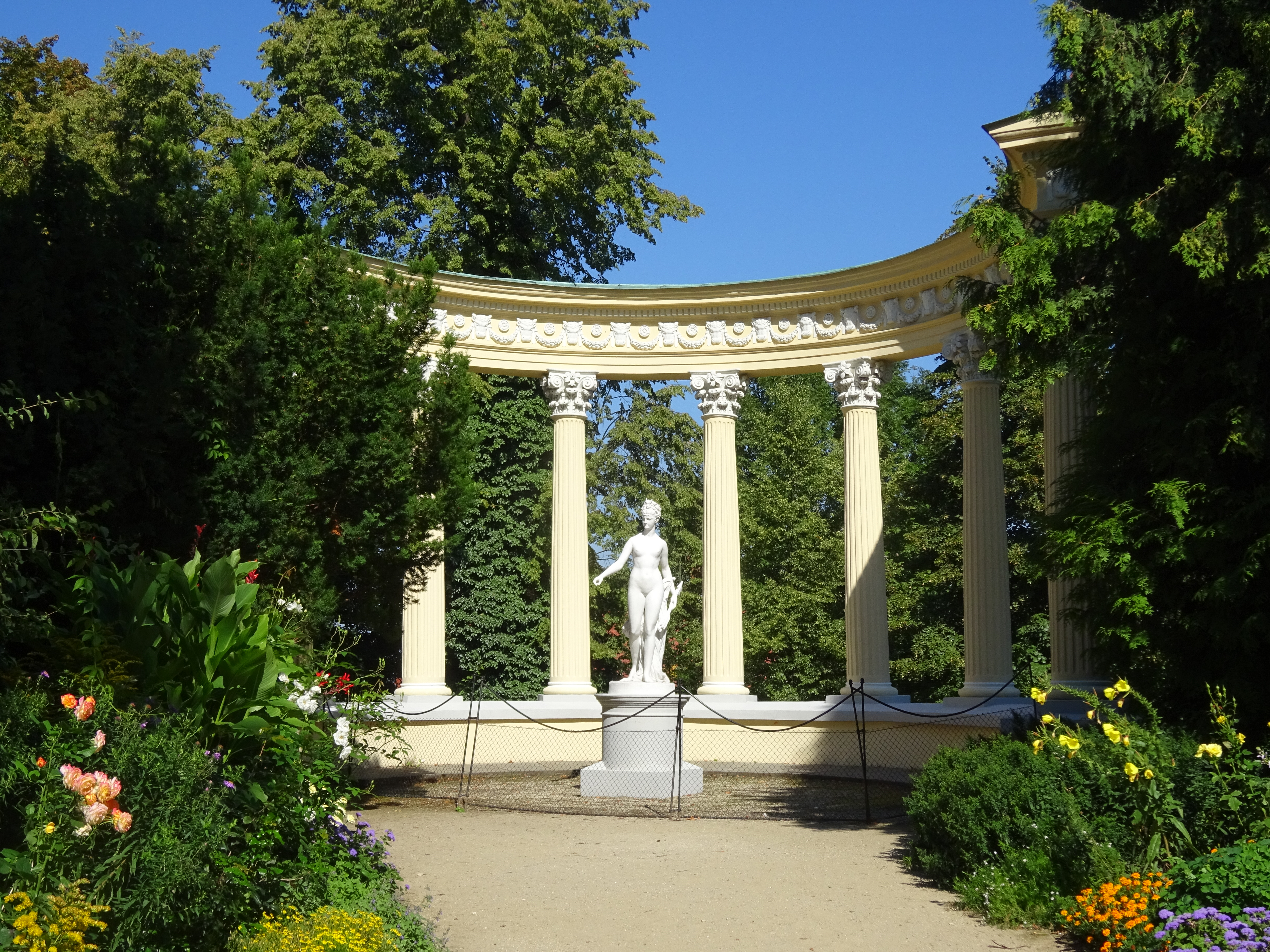
Glorieta del castillo de Łańcut

Tras la muerte de Izabela en 1816, Łańcut fue heredada por sus nietos y miembros de la familia Potocki. Durante los siguientes cien años, el castillo se convirtió en el centro de su patrimonio familiar hereditario, establecido legalmente en 1830. Las generaciones consecutivas de los Potocki introdujeron varios niveles de modernización tanto en el castillo como en sus alrededores inmediatos y más distantes. El nieto y heredero de la duquesa, realizó algunas reparaciones en el castillo, pero lo más importante es que erigió un complejo de instalaciones para montar a caballo que consta de establos y tres cocheras
Los cambios más radicales en la finca y todo el entorno se introdujeron durante la época del tataranieto de la duquesa, Roman Potocki , que se casó con Elżbieta de soltera Radziwiłł. Llevaron a cabo una importante reforma y reorganización de la gran finca de Łańcut, al mismo tiempo que proporcionaron electricidad, tuberías de agua, alcantarillado y calefacción central de flujo de aire a la estructura del siglo XVII. En 1880 el castillo también recibió una conexión telefónica con el palacio de los cazadores en Julin, ubicado a varios kilómetros de distancia.
Roman y Elżbieta Potocki contrataron a un arquitecto francés, Amand Louis Bauqué, y al diseñador gráfico Albert Pio, quienes trabajaron en nuevas transformaciones estilísticas y en la disposición de la residencia. Las antiguas decoraciones neogóticas de la fachada del castillo fueron reemplazadas por la ornamentación neobarroca. Los cambios más radicales se introdujeron en el complejo ecuestre, que data de la primera mitad del siglo XIX. Solo el manege se dejó sin cambios. Sin embargo, las casas de los establos clasicistas fueron demolidas y sustituidas por nuevas caballerizas neobarrocas diseñadas por Bauqué. Diez años más tarde, en 1902, se construyó la nueva cochera con una gran sala de arneses.
Hoy en día, el castillo de Łańcut es una de las residencias aristocráticas más famosas de Polonia . Sigue fascinando con su impresionante arquitectura, magníficos interiores y ricas colecciones de arte. Rodeado de un parque espacioso y encantador, es un lugar transformado en museo, que muestra de manera más completa el esplendor real de los hogares aristocráticos, el encanto del mundo que en Polonia terminó con la Segunda Guerra Mundial y su desenlace político.